# Martino Pedrazzini
Pour les articles homonymes, voir Pedrazzini.
Martino Pedrazzini, né le 28 février 1843 à Locarno et mort dans la même ville le 10 mai 1922 , est une personnalité politique suisse, membre du Parti conservateur-catholique.

## Biographie
Après avoir suivi des études de droit à Pise et Turin où il obtient son doctorat en 1865, il devient ensuite successivement avocat et notaire dès 1868.
Sur le plan politique, il est élu successivement au Conseil national de 1873 à 1890, au Grand Conseil du canton du Tessin de 1875 à 1890, puis au Conseil d'État du même canton dès 1875. En 1890, il doit démissionner à la suite d'une affaire de malversation.
En 1890, il devient professeur de droit public et ecclésiastique au sein de la toute jeune Université de Fribourg. Il occupe ce poste jusqu'en 1917 et assure la fonction de recteur de 1892 à 1893.

## Famille
Son frère, Alberto Pedrazzini, fut également une personnalité politique tessinoise, alors que son oncle, Alberto Franzoni, fut un botaniste spécialisé dans la flore de la Suisse méridionale.